# Kelly Irep
Kelly Irep (Mantes-la-Jolie, 1º settembre 1995) è un calciatore francese originario di Guadalupa, difensore dell'ES Thaon.

## Caratteristiche tecniche
È un terzino sinistro.

## Carriera
Il 19 novembre 2018 ha esordito con la nazionale guadalupense disputando il match di qualificazione per la CONCACAF Nations League 2019-2020 perso 6-0 contro Curaçao.

## Statistiche
Statistiche aggiornate al 2 dicembre 2018.

### Cronologia presenze e reti in nazionale
| Cronologia completa delle presenze e delle reti in nazionale ― Guadalupa | Cronologia completa delle presenze e delle reti in nazionale ― Guadalupa | Cronologia completa delle presenze e delle reti in nazionale ― Guadalupa | Cronologia completa delle presenze e delle reti in nazionale ― Guadalupa | Cronologia completa delle presenze e delle reti in nazionale ― Guadalupa | Cronologia completa delle presenze e delle reti in nazionale ― Guadalupa | Cronologia completa delle presenze e delle reti in nazionale ― Guadalupa | Cronologia completa delle presenze e delle reti in nazionale ― Guadalupa |
| Data                                                                     | Città                                                                    | In casa                                                                  | Risultato                                                                | Ospiti                                                                   | Competizione                                                             | Reti                                                                     | Note                                                                     |
| ------------------------------------------------------------------------ | ------------------------------------------------------------------------ | ------------------------------------------------------------------------ | ------------------------------------------------------------------------ | ------------------------------------------------------------------------ | ------------------------------------------------------------------------ | ------------------------------------------------------------------------ | ------------------------------------------------------------------------ |
| 19-11-2018                                                               | Willemstad                                                               | Curaçao                                                                  | 6 – 0                                                                    | Guadalupa                                                                | Qualif. CONCACAF Nations League 2019-2020                                | -                                                                        |                                                                          |
| Totale                                                                   |                                                                          | Presenze                                                                 | 1                                                                        |                                                                          | Reti                                                                     | 0                                                                        |                                                                          |